# عامل نمو المشيمة
عامل نمو المشيمة هو بروتين بشري، ينتمي لعوامل النمو البطانية الوعائية، وله دور رئيسي في تكوين الأوعية الدموية لا سيما أثناء نمو الجنين. يفرز عامل نمو المشيمة أثناء الحمل من الأرومة الغاذية للمشيمة، وقد يكون هذا البروتين موجودًا أيضًا في أنسجة أخرى في جسم الإنسان.
يلعب عامل نمو المشيمة دورًا في نمو الأرومة الغاذية وتمايزها، وتكون خلايا الأرومة الغاذية هي المسؤولة بشكلٍ خاص عن غزو جدار الرحم والشرايين الحلزونية للأم. تنتج خلايا الأرومة الغاذية الأوعية الدموية ذات القطر الأكبر للجنين النامي والتي تكون مستقلة عن أوعية الأمو الأصغر حجمًا. تعتبر هذه العملية ضرورية لزيادة تدفق الدم وتقليل المقاومة الوعائية. يعد التطور السليم للأوعية الدموية في المشيمة أمرًا ضروريًا لتوفير متطلبات التروية الدموية للجنين في وقت لاحق من الحمل. يتواجد عامل نمو المشيمة في ظل الظروف الفيزيولوجية الطبيعية بمستويات منخفضة في الأعضاء الأخرى مثل القلب والرئة والغدة الدرقية والعضلات الهيكلية.

## الأهمية السريرية
يرتبط التعبير عن عامل نمو المشيمة داخل آفات التصلب العصيدي للشرايين البشرية مع التهاب اللويحات ونمو الأوعية الدموية.
تتغير مستويات عامل نمو المشيمة في دم النساء المصابات بمتلازمة ما قبل الإرجاج (ارتفاع الضغط أثناء الحمل) تظهر الدراسات أن مستويات عامل نمو المشيمة تكون منخفضة في دم النساء المصابات بمتلازمة ما قبل الإرجاج المبكرة أو المتأخرة، بالإضافة لذلك تكون مستويات عامل نمو المشيمة منخفضة بشكل كبير ضمن المشيمة عند النساء المصابات بمتلازمة ما قبل الإرجاج.  يؤكد ذلك وجود ارتباط بين مستويات عامل نمو المشيمة في دم ومشيمة النساء المصابات بمتلازمة ما قبل الإرجاج، وهو الأمر الذي يؤكد أن المصدر الرئيسي لعامل نمو المشيمة أثناء الحمل هو المشيمة.
يمكن أن نعتبر عامل نمو المشيمة مؤشرًا حيويًا محتملًا لحالات الانسمام الحملي، وهي حالة تكون فيها الأوعية الدموية في المشيمة ضيقة جدًا، ما يؤدي إلى ارتفاع ضغط الدم. تغزو خلايا الأرومة الغاذية شرايين الأم، وقد يؤدي التمايز غير السليم إلى غزو ناقص في هذه الشرايين وبالتالي عدم اتساعها بدرجة كافية. لقد وجدت الدراسات مستويات منخفضة من عامل النمو المشيمي عند النساء المصابات بالانسمام الحملي.

## الأمراض المرافقة
ينتج قصور المشيمة (يُعرف أيضًا باسم قصور الأوعية الدموية الرحمية) عن عدم كفاية إمدادات الدم إلى المشيمة. يتميز هذا المرض بتغير في الجين الذي يرمز بروتين عامل النمو المشيمي، ما يؤدي لتطور غير طبيعي للأوعية الدموية المشيمية.
متلازمة نقل الدم من التوأم إلى التوأم هو مرض آخر يرتبط بالجين المسؤول عن ترميز عامل نمو المشيمية. يحدث هذا المرض بشكل رئيسي عند التوائم المتماثلة حيث ينقل الدم من أحد التوأمين إلى الآخر. يولد التوأم الذي ينقل دمه أصغر حجمًا ويعاني من فقر الدم بينما يولد التوأم الآخر أكبر مع الكثير من الدم ويزداد خطر الإصابة بقصور القلب لديه.

## انظر ايضًا
- عامل الحمل المبكر